# سعید بن علی الکرمی
سعید بن علی الکَرْمی (۱۸۵۲ – ۱۰ مارس ۱۹۳۵) عالم دینی و سیاستمدار عثمانی فلسطینی بود. هنگامی که شورش عرب‌ها در سال ۱۹۱۶ آغاز شد، مقامات عثمانی او و تعداد زیادی از اعضای حزبش را دستگیر کردند و به اتهام تحریک انقلابی به مجلس عرفی در عالیه منتقل کردند. او به حبس ابد محکوم شد و برخی از همران بازداشت‌شده‌اش به اعدام محکوم شدند. اما پس از دو سال و هفت ماه حبس در زندان دمشق و آن هم پس از شکست عثمانی‌ها و عقب‌نشینی آنها از کشور، آزاد شد. او در سال ۱۹۲۰ به عضویت فرهنگستان زبان عربی در دمشق منصوب شد، سپس به عَمان رفت و تا سال ۱۹۲۶ منصب دادستانی را به عهده گرفت. پس از آن به طولکرم رفت و تا زمان مرگ در آنجا ماند. سعید الکرمی از مردان نهضت عربی در اواخر عصر عثمانی، یکی از پیشگامان جنبش ملی‌گرایی عربی، فقیه در دین و تصوف، زبان‌شناس و شاعر بود، اما او نویسنده‌ای کم اثر است، زیرا به دلیل اشتغال به امور سیاسی و تصدی مناصب عالی دولتی، زمانی برای نگارش نداشت. او خطیبی سرشناس بود و بر تصوف، فقه، زبان، علوم قرآنی، تاریخ، سیره و سایر معارف عصر خود آشنا بود. 

## زندگی و پیشه
سعید بن علی الکرمی در سال ۱۸۵۲ در شهر طولکرم، امپراتوری عثمانی، در خانواده ای که حوزهٔ فرهنگی معروف است، به دنیا آمد. پدرش علی بن منصور نام داشت. سعید الکرمی تحصیلات ابتدایی خود را در طولکرم به پایان رساند، سپس پدرش او را برای پیوستن به مسجد الازهر به قاهره فرستاد و در آنجا به تحصیل زبان عربی و دین پرداخت. وی در جلسات جمال الدین افغانی و درس محمد عبده در آنجا شرکت می‌کرد. پس از اخذ گواهینامه بین‌المللی از الازهر به فلسطین بازگشت. به عنوان مفتّش معارف در ناحیهٔ طولکرم و سپس مفتی خود منطقه منصوب شد.

### در سیاست
با ظهور انجمن‌های ملی عرب، پس از معرفی مجدد قانون اساسی عثمانی در سال ۱۹۰۸، سعید الکرمی به حزب تمرکززدایی اداری عثمانی پیوست که در سال ۱۹۱۲ توسط تعدادی از پناهندگان شامی در قاهره تأسیس شد. او نمایندهٔ حزب در ناحیه بنی‌صعب شد، منطقه‌ای که شهرهای طولکرم و قلقیلیه را گرد هم آورد. پس از شروع جنگ جهانی اول، مقامات عثمانی مردان جنبش ملی گرایان عرب در شام را در نتیجه دعوت به انقلاب علیه حکومت عثمانی تحت تعقیب قرار دادند. شیخ سعید الکرمی از جمله کسانی بود که در سال ۱۹۱۵ به دادگاه عرفی شهر عالیه برده شد و به اعدام محکوم شد. در سحرگاه ۲۱ اوت ۱۹۱۵، حکم اعدام یازده نفر از ملی گرایان عرب شامی اجرا شد، در حالی که اعدام دو نفر: حافظ السعید و سعید الکرمی به دلیل کهولت سن به تعویق افتاد. سپس حکم اعدام آنها با حبس ابد جایگزین شد و آنها را به زندان قلعهٔ دمشق بردند. در آنجا حافظ السعید درگذشت و سعید الکرمی دو سال و هفت ماه را در آنجا گذراند. در نتیجهٔ تلاش‌های عبدالقادر مظفر با مقامات عثمانی، در فوریهٔ ۱۹۱۸ برای الکرمی عفو صادر شد و وی از زندان آزاد شد. مدتی در دمشق ماند و سپس به فلسطین بازگشت.

### سال‌های خدمت دولتی
هنگامی که دولت عربی در اکتبر ۱۹۱۸ در دمشق تشکیل شد، سعید الکرمی به پایتخت سوریه دعوت شد و در «بخش ترجمه و تألیف» منصوب شد. او از اولین کسانی بود که به پیشبرد زبان عربی و اصلاح زبان عربی پس از عثمانی پرداخت. سپس به عضویت دیوان المعارف درآمد که در ۸ ژوئن ۱۹۱۹ به فرهنگستان زبان عربی تبدیل شد. او در اولین کنفرانس عرب فلسطین در سال ۱۹۱۹ حضور یافت و در برخی از فعالیت‌های جنبش ملی فلسطین در آن دوره شرکت کرد. سعید الکرمی با همکاران خود برای تأسیس فرهنگستان علمی عربی بر پایه‌های استوار کار کرد و زمانی که منصب وزیر آموزش و پرورش به رئیس فرهنگستان، محمد کرد علی واگذار شد، الکرمی معاونت ریاست فرهنگستان را بر عهده گرفت. او دو سال کار فرهنگستان و دار الآثار و کتابخانهٔ ظاهریه را مدیریت کرد. در سال ۱۹۲۱ مقامات فرانسه به پاس قدردانی از او و فرهنگستان نشان شوالیه لژیون د نور را به او اعطا کردند.
در مارس ۱۹۲۲، شیخ سعید الکرمی تصمیم گرفت به امّان نقل مکان کند، اگرچه او عضو متناظر/مُراسل فرهنگستان در شرق اردن و فلسطین باقی ماند. الکرمی پس از ورود به امان به عنوان قاضی القضاة مجلس مشاوران (شورای وزیران) و رئیس مجلس معارف منصوب شد و تا سال ۱۹۲۶ در سمت خود باقی ماند. در تابستان ۱۹۲۳، او با جمعی از علما و روشنفکران در بحث و تبادل نظر در مورد ایدهٔ تأسیس فرهنگستان علمی عربی در عمان شرکت کرده بود، این ایده به شاهزاده عبدالله بن الحسین ارائه شد. او ریاست آن را به سعید الکرمی واگذار کرد و نیز توصیه کرد مجله‌ای به نام «مجله فرهنگستان علمی در شرق عربی» برای آن تأسیس شود، اما این مجلس که چندین جلسه تشکیل داد، چندان دوام نیاورد. شاهزاده عبدالله بن الحسین به پاس قدردانی از تلاش‌های علمی الکرمی به وی مدال اعطا کرد.

### در ادبیات
او نویسنده و شاعری کم‌گو بود. در نثر جز رساله‌ای در تصوف با عنوان «واضح البرهان فی الرد علی أهل البهتان» که در سال ۱۸۷۵ منتشر کرد، ننوشت. شعر او به زبان جاهلی و سیمای صحرایی یا سنتی گرایش دارد، با سبکی نیکو و بیان استوار.پسرش عبدالکریم الکرمی کتابی با عنوان «شیخ سعید الکرمی: شرح حال علمی و سیاسی او، منتخبی از آثار او» در سال ۱۹۷۳ منتشر کرد که شامل اشعار کمی از وی با موضوعات متنوع است.

## زندگی شخصی

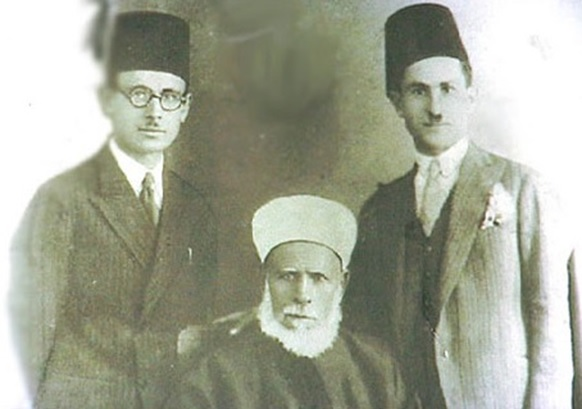
از راست به چپ به ترتیب: عبدالکریم الکرمی، سعید بن علی الکرمی و عبدالغنی الکرمی.

پدرش شیخ علی بن منصور الکرمی بود. سعید الکرمی متاهل و دارای چند فرزند از جمله: حسن الکرمی زبان‌شناس، عبدالغنی الکرمی سیاستمدار، عبدالکریم الکرمی شاعر، احمد شاکر الکرمی نویسنده و محمود الکرمی نویسنده بوده است.

## درگذشت
سعید الکرمی در سال ۱۹۲۶ به زادگاه خود بازگشت و در پایان عمر به عنوان معلم در مسجد طولکرم مشغول به کار شد. در سن ۸۳ سالگی در ۱۰ مارس سال ۱۹۳۵ درگذشت.به مناسبت بزرگداشت یاد او و به پاس قدردانی از کمک های او، خیابانی در امان، پایتخت اردن، به نام او نامگذاری شد. 